# Derrumbe del puente Francis Scott Key
El derrumbe del puente Francis Scott Key ocurrió el martes 26 de marzo de 2024, a las 01:28 EDT (05:28 UTC), los tramos principales del puente Francis Scott Key en Baltimore, Maryland, Estados Unidos, colapsaron después de que el portacontenedores MV Dali chocara contra uno de sus pilares de soporte.
El Departamento de Bomberos de la ciudad de Baltimore afirmó que, al menos, siete vehículos cayeron al agua. Dos personas fueron recuperadas del río: una resultó ilesa mientras que la otra fue transportada a un hospital en estado crítico. Se cree que, al menos, seis personas están desaparecidas. Según el consulado de México en Washington, entre las seis personas había trabajadores del puente de nacionalidad mexicana, guatemalteca y salvadoreña.

## Antecedentes

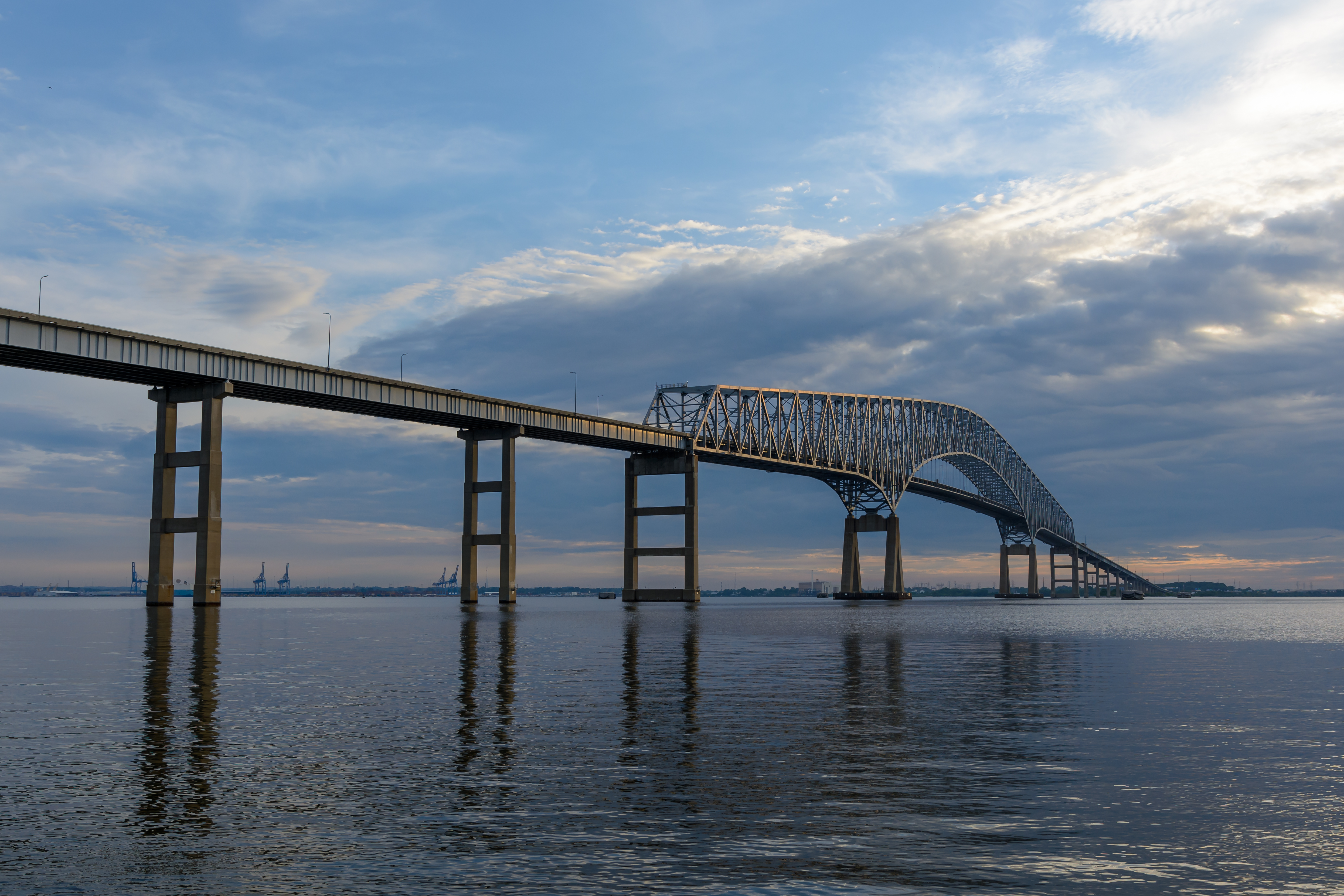
El puente Francis Scott Key antes de la colisión (visto en 2015), mirando río arriba. El Dali golpeó el cuarto pilar desde la izquierda.

El puente Francis Scott Key, originalmente el Outer Harbor Crossing, era un puente de armadura continua en forma de arco hecho de acero. Se inauguró en 1977 y atravesaba el río Patapsco, una ruta marítima vital en el puerto de Baltimore y la Costa Este de los Estados Unidos. También era parte de la Interestatal 695, una circunvalación alrededor de Baltimore. El puente tenía 1,6 millas (2,6 km) de longitud y contaba con cuatro carriles, dos por sentido.

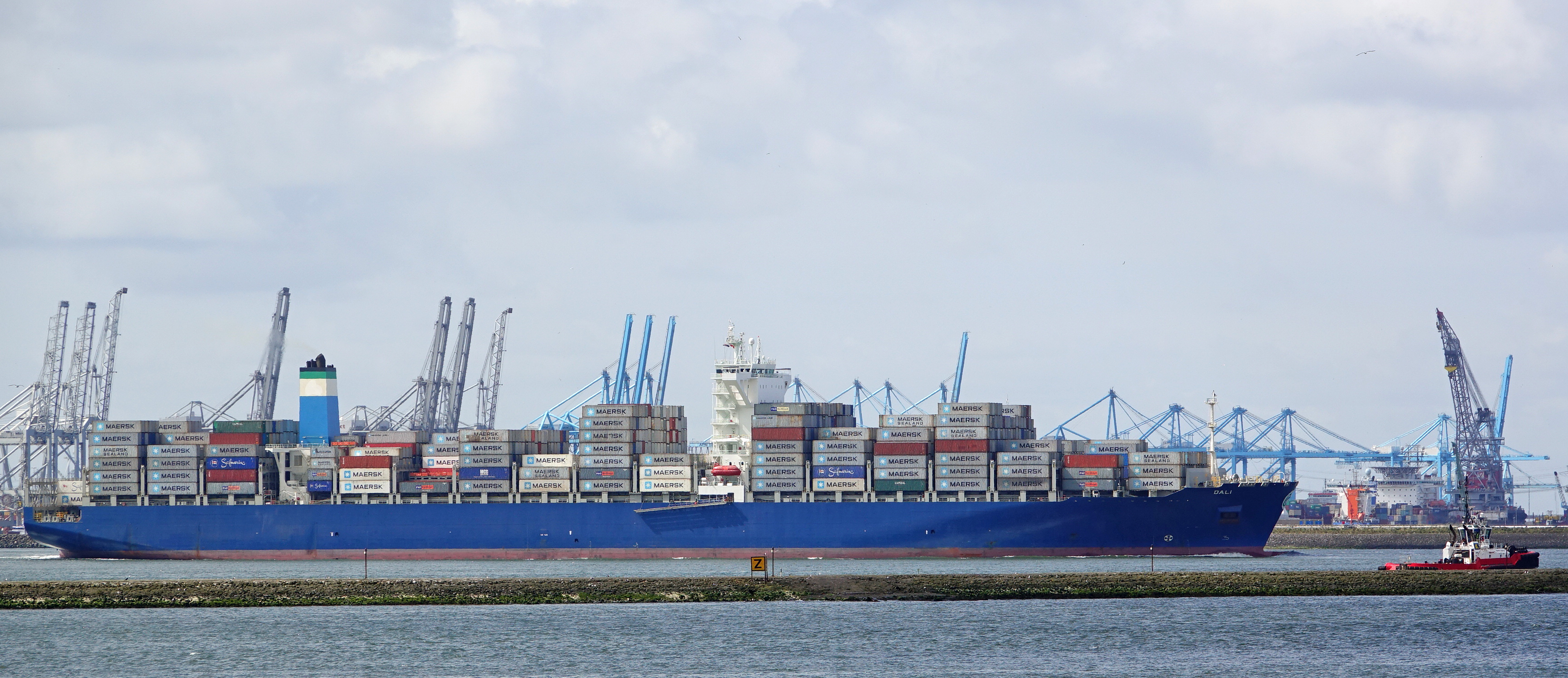
MV Dali en 2017, el buque que chocó contra el puente.

Dali es un buque portacontenedores de nueve años de antigüedad, con una eslora de 299 metros (981 pies) y 48 metros (157,5 pies) de manga.  En 2016, el barco chocó con su atraque en el puerto de Amberes y requirió reparación, aunque no hubo heridos. Registrado en Singapur y propiedad de una compañía naviera griega, Dali había viajado previamente desde Panamá a los Estados UNidos, llegando a Nueva York el 19 de marzo de 2024, antes de llegar a Baltimore el 23 de marzo. A partir del 26 de marzo estaba siendo fletado por Maersk.

## Evento

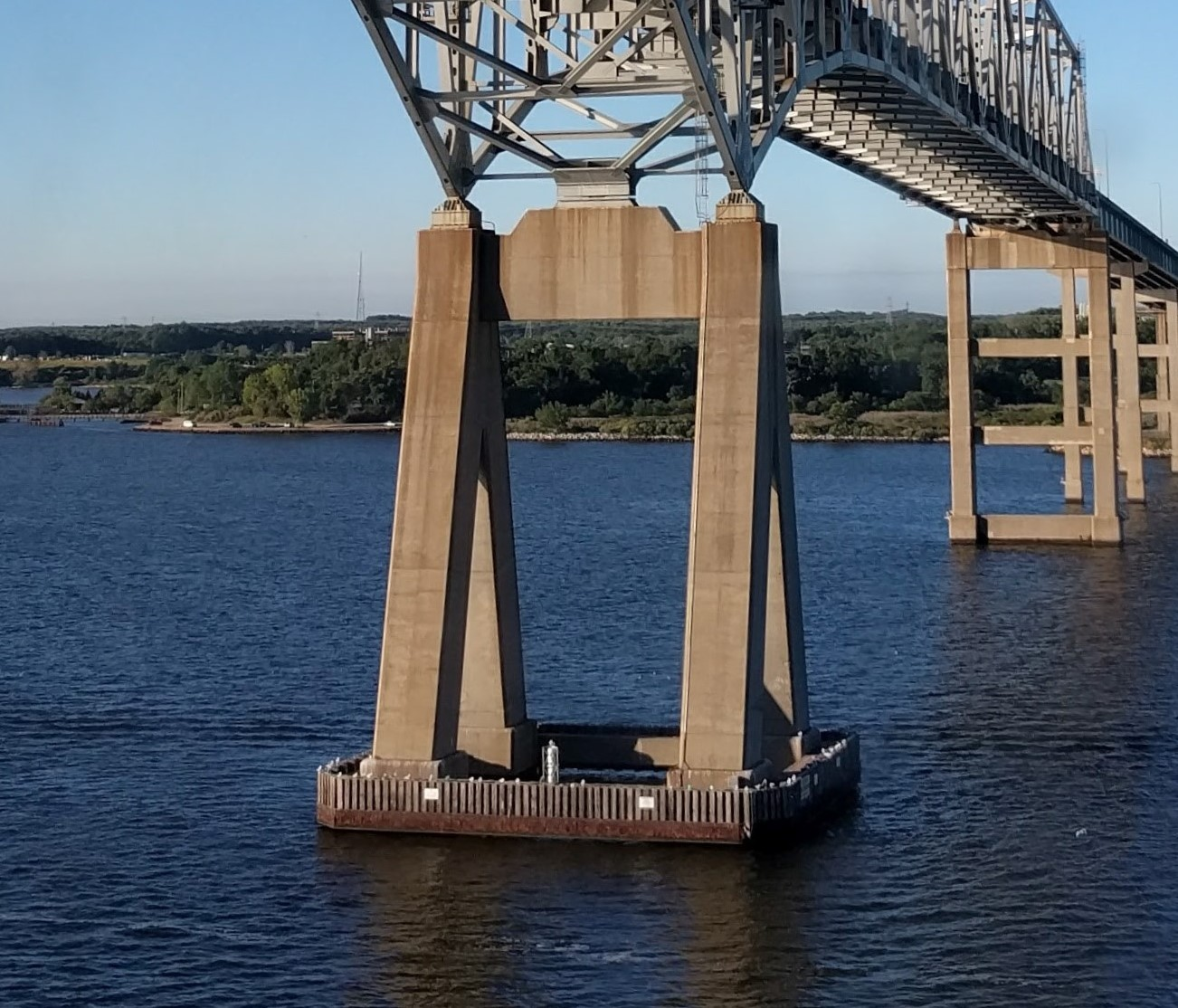
Foto de 2016 del pilar del puente golpeado por el barco.

El MV Dali salió del puerto de Baltimore a las 00:44 EDT del 26 de marzo de 2024, con destino a Colombo, Sri Lanka. Mientras el buque estaba siendo controlado por dos prácticos, chocó contra una columna de soporte del puente a las 01:28. El golpe contra el puente y el colapso parcial quedaron grabados en video. El puente se rompió en varios lugares, dejando secciones que sobresalían del agua y los accesos a la carretera cortados donde comenzaban los tramos. 
Un portavoz del Departamento de Bomberos de la ciudad de Baltimore (BCFD) dijo que había vehículos en el puente en el momento en que colapsó, incluido uno que era del «tamaño de un camión con remolque». El Dali se incendió, y una sección del puente se detuvo en la punta de su proa, dejándolo estacionario. Se estimó que el agua debajo del puente era de 50 pies (15,2 m) de profundidad, y la Administración Nacional Oceánica y Atmosférica informó una temperatura del agua de 47 grados Fahrenheit (8,3 °C).
Según los informes, el barco había notificado al Departamento de Transporte de Maryland que habían perdido el control del buque y que era posible una colisión con el puente, citando una pérdida de propulsión.

## Secuelas

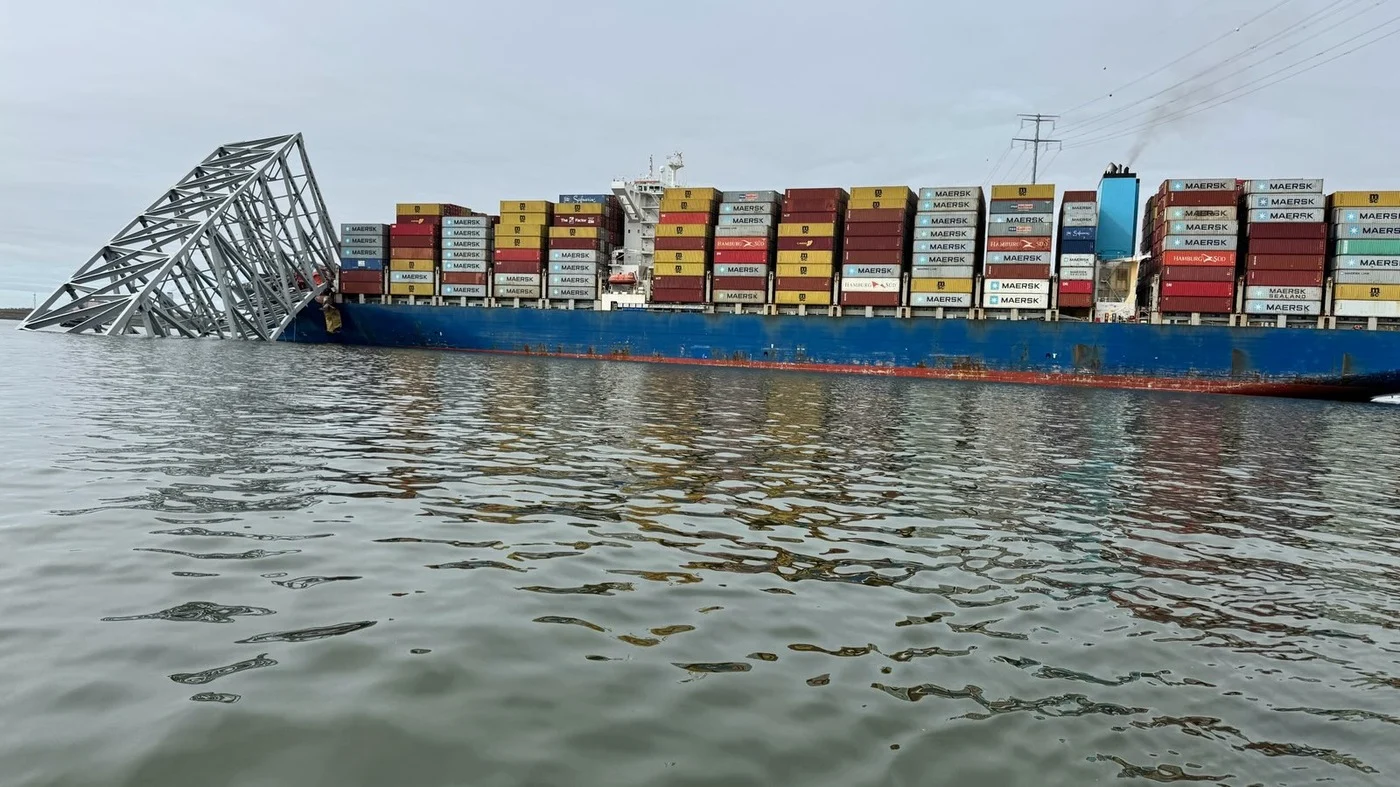
Restos del puente tras el impacto.

Los equipos de emergencia comenzaron a recibir llamadas al 911 a la 01:30. Un representante de la Autoridad de Transporte de Maryland en el lugar dijo a los rescatistas que tenían al menos 20 trabajadores en el puente en el momento del colapso. Se pusieron en marcha esfuerzos de rescate y recuperación a gran escala. El Departamento de Policía de Baltimore fue alertado del derrumbe a la 01:35. El alcalde de Baltimore, Brandon Scott, dijo que personal de emergencia estaba en el lugar y que se dirigía al lugar. El secretario de Transporte de Estados Unidos, Pete Buttigieg, emitió un comunicado en las redes sociales diciendo que estaba en contacto con el gobernador de Maryland, Wes Moore, y el alcalde Scott, para ofrecer el apoyo del departamento y aconsejar a los conductores que sigan las rutas de desvío. Posteriormente, Moore declaró el estado de emergencia debido al desastre.
La Guardia Costera de Estados Unidos desplegó barcos y un helicóptero como parte de las labores de rescate. También se enviaron buzos de rescate para buscar a las personas que cayeron al río. En una conferencia de prensa del jefe del BCFD, James Wallace, a las 06:30, se informó que al menos dos personas fueron rescatadas del río, una de las cuales se encontraba en estado «muy grave», mientras que otra persona habría salido sin lesiones. Al menos siete personas fueron reportadas como desaparecidas. Wallace también dijo que el sonar había detectado vehículos sumergidos en el río y agregó que dichos servicios de emergencia también estaban utilizando drones y tecnología infrarroja en los esfuerzos de búsqueda.
Synergy Marine Group, que opera el Dali, dijo que la tripulación del barco, incluidos sus dos pilotos, habían sido contabilizados y no sufrieron heridas, y agregó que no hubo contaminación después del incidente. Maersk, que alquiló el barco, vio caer sus acciones alrededor de un 2 % cuando se abrieron las operaciones en Nasdaq Copenhague el 26 de marzo debido al desastre. Paul Wiedefeld, secretario de Transporte de Maryland, dijo que había contratistas realizando reparaciones de la plataforma de concreto en el puente en el momento del colapso. También ordenó la suspensión de todos los envíos hacia y desde el puerto de Baltimore hasta nuevo aviso, aunque las instalaciones terrestres permanecerían abiertas al transporte por carretera.
A las 08:09, la Administración Federal de Aviación anunció el establecimiento de una zona de exclusión aérea alrededor del área del colapso del puente a partir de las 08:15, que también se aplica a los drones. El FBI también acudió al lugar, aunque Wiedefeld dijo que no se sospechaba de terrorismo en el incidente. El presidente Joe Biden también fue informado sobre el desastre.
Las partes colapsadas del puente fueron separadas del barco el 13 de mayo mediante explosivos. Una semana después, las autoridades retiraron el Dali utilizando remolcadores que luego atracaron el barco en la Terminal Marítima Seagirt, para su inspección, evaluación y remoción de escombros. El Dali llegó a Hampton Roads el 25 de junio de 2024 para descargar su carga en Virginia International Gateway y luego someterse a reparaciones.

## Aspectos estructurales

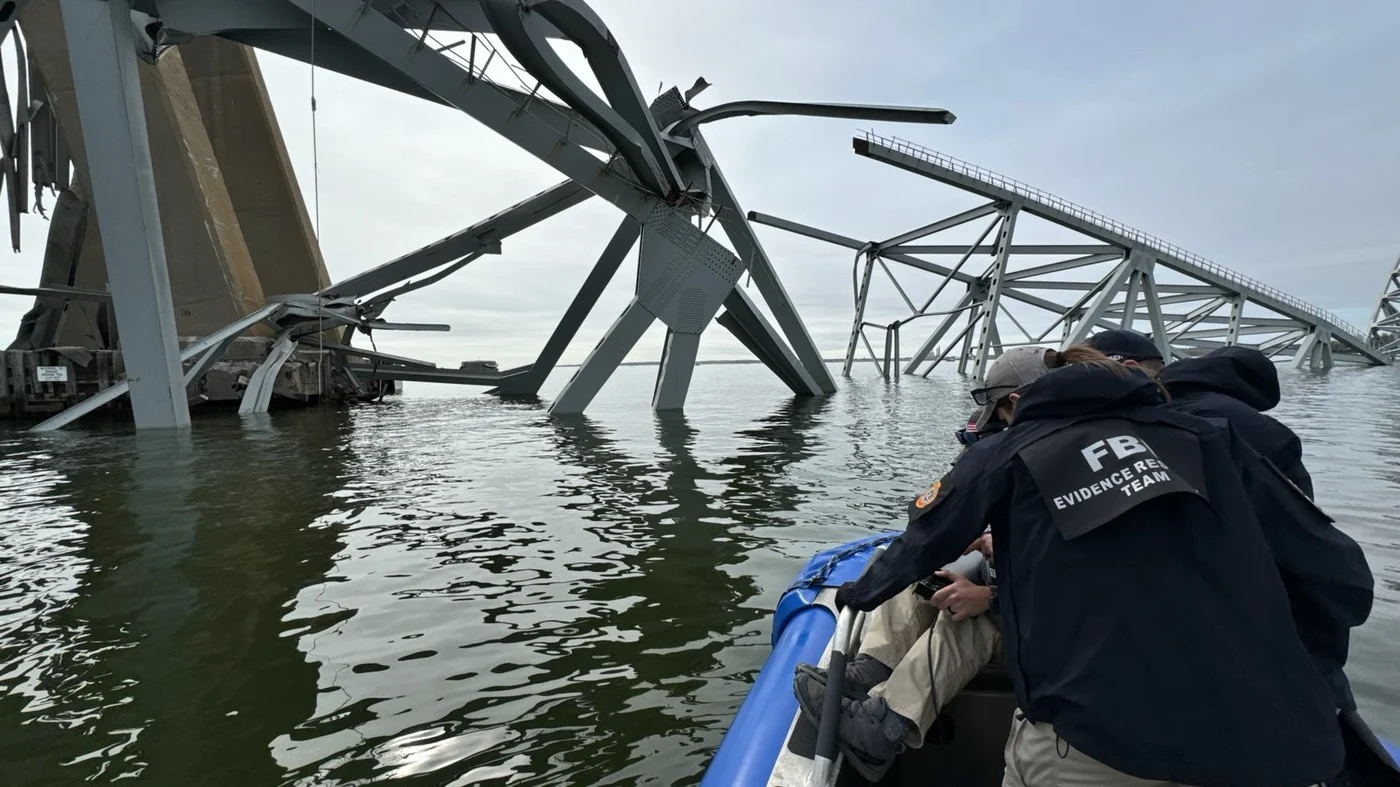
Un equipo de respuesta a pruebas del FBI examina un segmento del puente varias horas después del colapso.

Generalmente, es imposible que el soporte de un puente resista la fuerza del impacto de un barco grande, y esto derribó los tramos directamente sostenidos por el pilar impactado. Además, como puente de armadura continua que depende de su estructura general para mantener la integridad, cuando el primer tramo principal colapsó, le siguió el segundo componente principal.